# 梅达君
梅达君（1908年—1993年），曾用名梅光庾，安徽宣城人，中国政治人物，中国民主促进会创始人之一，中国人民政治协商会议第一届全体会议代表。曾于1949年10月1日登上天安门参加开国大典。